# Vorstellung der Neuen Fortification Werker und Projectirten Schantzen

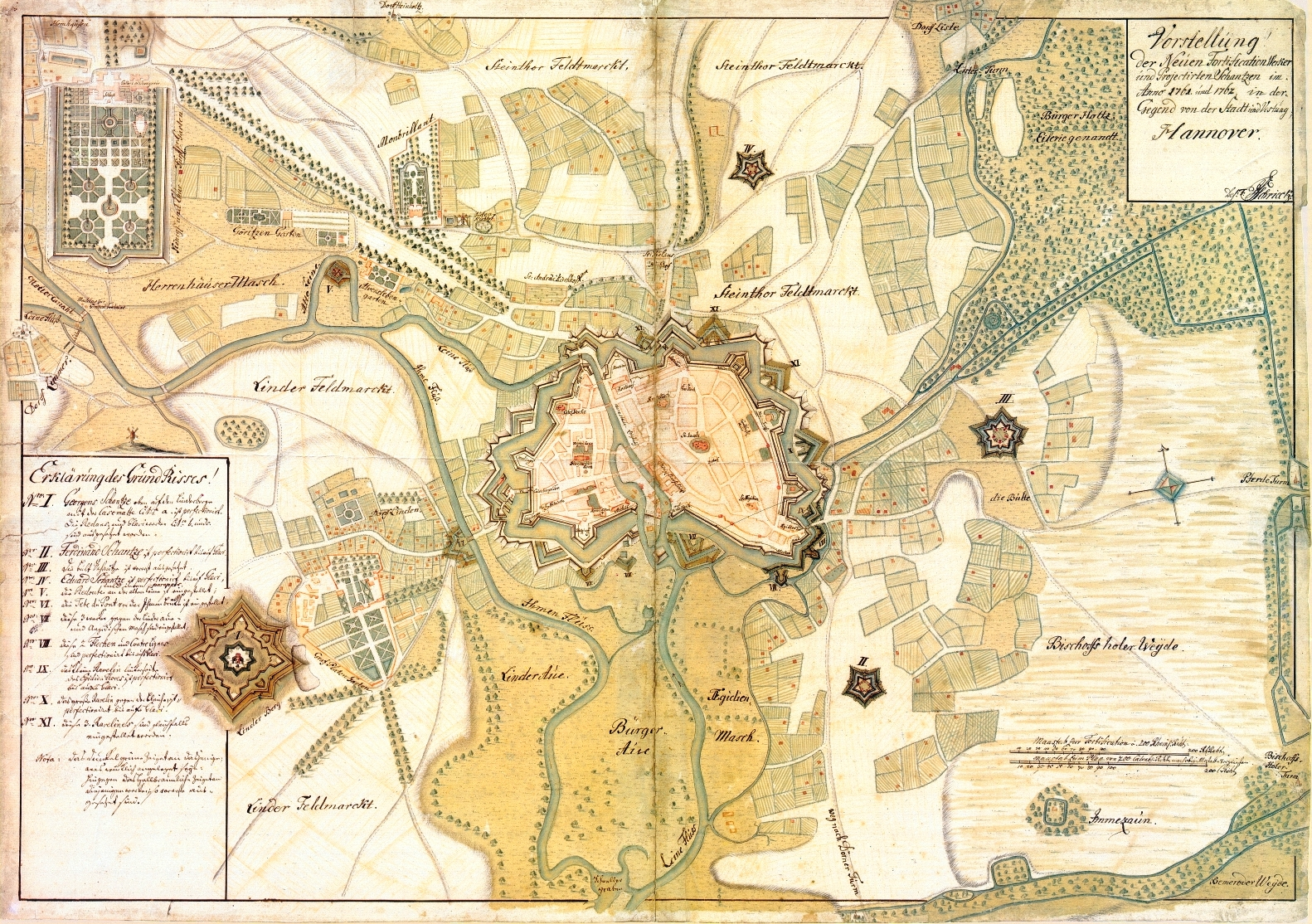
Die Vorstellung der Neuen Fortification Werker und Projectirten Schantzen im Anno 1761 und 1762 in der Gegend von der Stadt und Vestung Hannover

 Vorstellung der Neuen Fortification Werker und Projectirten Schantzen im Anno 1761 und 1762 in der Gegend von der Stadt und Vestung Hannover ist der Titel einer zur Zeit des Siebenjährigen Krieges vermutlich von Johann Friedrich Schrieck gezeichneten und aquarellierten Karte. Sie zeigt die Verteidigungsanlagen der Stadtbefestigung Hannover und ihres Umfeldes.

## Beschreibung
Die Karte ist mit de JF Schrieck signiert. Sie hat die Maße 48 × 67 cm und wurde in unterschiedlichen Maßstäben gefertigt: Für die Teile innerhalb der Festung wurde etwa der Maßstab 1:8.200 genutzt, die Teile außerhalb der Festung sind zum Teil verzerrt dargestellt. Bei den unverzerrten Partien wurde ein Maßstab von etwa 1:9.200 festgestellt. Als Urheber der Karte wird der im Ingenieur-Corps der hannoverschen Armee von circa 1761 bis 1770 nachzuweisende Johann Friedrich Schrieck vermutet.
Die Festung Hannover ist auf Schriecks Karte im größten Ausbauzustand, den sie je erreicht hat, dargestellt. Ab 1763 wurde die Festung zurückgebaut und schließlich abgerissen. Die Bastionäranlage, zu der die Festung nach dem Dreißigjährigen Krieg ausgebaut worden war, schloss auch die Hannoversche Neustadt mit ein. Um 1740 sollte eigentlich eine Modernisierung stattfinden, die aber nicht durchgeführt wurde. Stattdessen fiel ein Teil des Hauptgrabens dem Bau der Aegidien-Neustadt im Südosten der Anlage zum Opfer. 1757/58 wurde Hannover von französischen Truppen besetzt. In Schriecks Karte sind die Teile grün markiert, die daraufhin in den Jahren 1761/62 zu der Festung hinzugefügt wurden. Es handelt sich dabei um Außenwerke und Schanzen. Da die Weiterführung des Ausbaus nicht finanziert werden konnte, wurde schon ab 1763 ein Teil des Baumaterials versteigert. 1767 begann man mit der Anlage der Esplanade im Bereich des heutigen Waterlooplatzes auf dem ehemaligen Festungswall.
Die Darstellung des Geländes um Hannover ist auf der Karte unter militärischen Gesichtspunkten gestaltet. Sie enthält hohe, weithin sichtbare Bauten und Objekte wie z. B. Kirchtürme, ist aber nicht mit der Genauigkeit einer topographischen Karte gezeichnet. Wichtig waren dem Zeichner vor allem die Festungswerke und deren strategische Lage um Hannover sowie ihr Ausbauzustand. Aus dieser Schwerpunktsetzung sowie aus dem Bestreben, den Überblick auf einer handlichen Karte zu verschaffen, erklärt sich die Anwendung der unterschiedlichen Maßstäbe ebenso wie die farbliche Gestaltung.
Das Original der Karte, das zeitweise zu den Beständen der Sammlung des Herzogs Friedrich von York gehörte, befindet sich im Stadtarchiv der Landeshauptstadt Hannover unter der Archivsignatur: Karte 5094. Anlässlich der 750-Jahr-Feier der Landeshauptstadt Hannover wurde diese Karte 1991 vom Niedersächsischen Landesverwaltungsamt reproduziert. Das in Zusammenarbeit mit dem Stadtarchiv, dem Niedersächsischen Hauptstaatsarchiv, Hannover und der Niedersächsischen Landesbibliothek produzierte Faksimile wird unter anderem in der Library of Congress (LoC) vorgehalten; im dortigen Katalog wird allerdings die Urheberangabe als unlesbar bezeichnet.